# 高橋優のリアラジ
高橋優のリアラジ（たかはしゆうのリアラジ）は、2012年4月1日から日本のジャパンエフエムネットワーク制作、JFN系列各局で放送の高橋優がパーソナリティを務めるラジオ番組である。

## 概要
「リアラジを通じて、リアルに全国のリスナーに会いに行く!」という目標を掲げ、番組内で交流の模様も紹介していく。2022年4月放送10年を迎えた。
2022年9月14日から、「アフタートーク・高橋優のデュオラジ」とし、毎月・3回、高橋優のオフトークがAuddeのポットキャストにて更新している。
CMフィラーはハウンド・ドッグ・テイラーの「55th Street Boogie」。

## ゲスト
| 2012年              | 2012年   | 2012年                   |
| 日時                | 出演者   | 備考（高橋との関係等）   |
| ------------------- | -------- | ------------------------ |
| 9月2日 - 9月8日     | 入江陵介 | 友人                     |
| 9月9日 - 9月15日    | 入江陵介 | 友人                     |
| 12月16日 - 12月22日 | 池窪浩一 | バンドのサポートメンバー |
| 12月23日 - 12月29日 | 池窪浩一 | バンドのサポートメンバー |

## ネット局
番組は30分版の地域と25分版の地域があり、25分の地域は降りコメントを挿入して終了する。
放送時間の早い順から記載。全局、「radiko」・「radiko.jpプレミアム」で聴取可能。

### 現在
| 放送対象地域   | 放送局名                                    | 放送時間                            | 放送開始                          | 脚注      | 備考                        |
| -------------- | ------------------------------------------- | ----------------------------------- | --------------------------------- | --------- | --------------------------- |
| 香川県         | エフエム香川（FM香川）                      | 毎週日曜 24:00 - 24:30（月曜深夜）  | 2012年7月 -                       |           |                             |
| 栃木県         | エフエム栃木 (RADIOBERRY)                   | 毎週日曜 25:00 - 25:30              | 2012年4月 -                       |           | [ 注 1 ]                    |
| 岐阜県         | エフエム岐阜（FM GIFU）                     | 毎週月曜 5:00 - 5:30                | 2012年4月 -                       |           | [ 注 2 ]                    |
| 大分県         | エフエム大分（Air-Radio FM88）              | 毎週月曜 5:00 - 5:30                | 2012年4月 -                       | [ 注 3 ]  |                             |
| 大阪府         | エフエム大阪（FM大阪）                      | 毎週月曜 5:00 - 5:30                | 2012年4月 -                       | [ 注 4 ]  |                             |
| 愛知県         | エフエム愛知（FM AICHI）                    | 毎週月曜 19:30 - 19:55              | 2013年1月 -                       |           | [ 注 5 ]                    |
| 青森県         | エフエム青森（AFB）                         | 毎週月曜 20:00 - 20:30              | 2012年4月 -                       |           | [ 注 6 ]                    |
| 熊本県         | エフエム熊本（FMK）                         | 毎週月曜 20:30 - 21:00              | 2012年4月 -                       |           | [ 注 7 ]                    |
| 福島県         | エフエム福島（ふくしまFM）                  | 毎週月曜 21:00 - 21:30              | 2013年4月-                        |           | [ 注 8 ]                    |
| [ 注 9 ]       | InterFM897                                  | 毎週月曜 25:00 - 25:30 （火曜深夜） | 2020年11月 -                      |           | [ 注 10 ] [ 注 11 ]         |
| 滋賀県         | エフエム滋賀（e-radio）                     | 毎週火曜 20:30 - 20:55              | 2012年4月 -                       |           | [ 注 12 ]                   |
| 長崎県         | エフエム長崎（FM Nagasaki）                 | 毎週火曜 20:30 - 20:55              | 2012年4月 -                       | [ 注 13 ] |                             |
| 徳島県         | エフエム徳島（FM TOKUSHIMA）                | 毎週火曜 21:30 - 21:55              | 2012年10月 -                      |           |                             |
| 群馬県         | エフエム群馬（FM GUNMA）                    | 毎週水曜 20:30 - 20:55              | 2012年4月 -                       |           | [ 注 14 ]                   |
| 新潟県         | エフエムラジオ新潟（FM-NIIGATA）            | 毎週水曜 21:00 - 21:30              | 2012年4月 -                       |           | [ 注 15 ]                   |
| 富山県         | 富山エフエム放送（FMとやま）                | 毎週水曜 21:00 - 21:30              | 2012年10月 -                      |           | [ 注 16 ]                   |
| 三重県         | 三重エフエム放送（レディオキューブ FM三重） | 毎週木曜 20:30 - 21:00              | 2012年4月 -                       |           |                             |
| 山口県         | エフエム山口（FMY）                         | 毎週木曜 20:30 - 20:55              | 2012年4月 -                       |           | [ 注 17 ]                   |
| 岩手県         | エフエム岩手（FM IWATE）                    | 毎週木曜 20:30 - 21:00              | 2012年4月 -                       |           | [ 注 18 ]                   |
| 宮城県         | エフエム仙台（Date fm）                     | 毎週金曜 20:30 - 20:55              | 2012年10月 -                      |           | [ 注 19 ]                   |
| 高知県         | エフエム高知（Hi-Six）                      | 毎週金曜 20:30 - 21:00              | 2012年4月 -                       |           | [ 注 20 ]                   |
| 岡山県         | 岡山エフエム放送（FM OKAYAMA）              | 毎週土曜 19:30 - 19:55              | 不明                              |           | [ 注 21 ]                   |
| 福井県         | 福井エフエム放送（FM FUKUI）                | 毎週土曜 20:00 - 20:30              | 不明                              |           |                             |
| 石川県         | エフエム石川（HELLO FIVE）                  | 毎週土曜 20:30 - 20:55              | 2012年10月 -                      |           | [ 注 22 ]                   |
| 佐賀県         | エフエム佐賀（FMS）                         | 毎週土曜 20:30 - 20:55              | 2012年4月 -                       |           | [ 注 23 ]                   |
| 宮崎県         | エフエム宮崎（JOY FM）                      | 毎週土曜 21:00 - 21:30              | 2012年4月 - 2015年3月 2020年7月 - |           | [ 注 24 ]                   |
| 兵庫県         | 兵庫エフエム放送（Kiss FM KOBE）            | 毎週土曜 21:30 - 21:55              | 2012年4月 -                       |           | [ 注 25 ]                   |
| 長野県         | 長野エフエム放送（FM長野）                  | 毎週土曜 27:30 - 28:00 （日曜深夜） | 2012年4月 -                       |           |                             |
| 秋田県         | エフエム秋田（AFM）                         | 毎週日曜 18:00 - 18:30              | 2012年4月 -                       |           | パーソナリティーの出 身地。 |
| 鳥取県・島根県 | エフエム山陰（V-air）                       | 毎週日曜 18:00 - 18:30              | 2012年4月 - 2021年9月 2023年4月 - |           |                             |
| 山形県         | エフエム山形（Rhythm Station）              | 毎週日曜 18:30 - 19:00              | 2012年4月 -                       |           |                             |
| 広島県         | 広島エフエム放送（HFM）                     | 毎週日曜 21:00 - 21:30              | 2012年4月 -                       |           |                             |

### 過去
| 放送対象地域 | 放送局名                  | 放送時間               | 放送期間                      | 備考 |
| ------------ | ------------------------- | ---------------------- | ----------------------------- | ---- |
| 東京都       | エフエム東京（TOKYO FM）  | 毎週土曜 21:30 - 21:55 | 2012年4月 - 10月              |      |
| 東京都       | エフエム東京（TOKYO FM）  | 毎週金曜 18:00 - 18:25 | 2012年12月7日 - 2013年6月21日 |      |
| 静岡県       | 静岡エフエム放送（K-mix） | 毎週木曜 21:25 - 21:50 | 2014年4月 - 2017年3月         |      |
| 鹿児島県     | エフエム鹿児島（μFM）     | 毎週土曜 20:00 - 20:30 | 2020年7月 - 2022年3月         |      |
| 沖縄県       | エフエム沖縄（FM沖縄）    | 毎週日曜 21:30 - 22:00 | 2012年4月 -                   |      |